# Кудря Сергій
Сергій Кудря (* 28 березня 1975, Київ — † 28 січня 2001, Сьвидник) — український громадянин, якого було застрелено без будь-яких вагомих причин польським поліцейським 28 січня 2001 р. поблизу міста Свідник Люблінського воєводства безпосередньо на очах його вагітної дружини.

## Життєпис
Народився Сергій у Києві, де пройшло його дитинство й де він закінчив середню школу. Опісля він перебрався у Володарку, де намагався розпочати власний бізнес. Після невдачі, не розгубився й брався за роботу. Невдовзі зустрів своє кохання й молодята вирішили оселитися у Володарці у невеликому бабусиному будинку. Згодом вирішили будуватися, а гроші на це, як і багато інших українців, поїхали заробляти у Чехію.
З Володарки в Чехії працювало багато людей. Жили дружно. Молодята ж не гребували роботою і невдовзі змогли купити собі автомобіль. Коли дружина завагітніла, вони зібралися їхати своїм авто додому щоб провідати рідних.

## Трагедія
Уже майже біля самого кордону Польщі з Україною, поблизу міста Свідник Люблінського воєводства, його дружині стало погано в авто і Сергій підвищив швидкість, щоб завести її до місцевої лікарні. Проте їх машину зупинили польські поліцейські і коли Сергій, взявши необхідні папери, вийшов до них, один з поліцейських швидко збив його з ніг і кілька раз вистрілив у Сергія. Опісля поліцейський зрозумів, що скоїв щось не те, почав шукати гільзи, а знайшовши їх разом з пістолетом викинув у канаву.
Зрозумівши, що дружина усе бачила її взяли на допит попередньо забравши у неї мобільний телефон й забороняли дзвонити додому. Свідчення дружини та поліцейського, що стріляв, різко розходилися, а сама історія набула розголосу у пресі. Згодом підключилися представники українського консульства у Польщі, які постійно були поряд з дружиною і стежили за тим, що відбувається.
Через три доби дружину відпустили додому, а пізніше тіло убитого Сергія Кудрі віддали родичам та друзям. Усі фінансові витрати звалилася на їх плечі, в той час як польська сторона обмежилася 1100 злотими — на похоронний костюм.

## Розслідування
Незважаючи на розслідування, ніяких причин такої поведінки поліцейського польської стороною надано не було. Українська сторона також не стала висувати якихось вимог.

## Згадки про цю подію в художніх творах
Ця подія коротко описується в романі Ліни Костенко «Записки українського самашедшого» в контексті подій тогочасної української дійсності.